# GLASSLIP
《GLASSLIP》，是由P.A. Works製作的日本電視動畫，2014年7月開始播出。
2014年3月20日公開主視覺圖和宣傳影片，4月3日公布配音陣容。

## 概要
作品是由P.A. Works製作的原創電視動畫。以福井縣坂井市三國町周邊區域為範本設計出的都市「日乃出濱」為舞台，描寫6名高中生的青春故事。

## 登場角色
深水透子（聲：深川芹亞）
本故事女主角。日乃出濱高中3年級生，家中經營玻璃工房，經常幫助父親製作玻璃藝品。美術社成員，在畫雞的素描時遇見驅。
經常做出不會讀空氣的行為，可是大家都表示「就是喜歡這樣的透子」，十分珍惜聚集在「風道」的大家。
每當看見閃閃發光的東西（特別是玻璃）就會看見幻影，與驅在一起時更可以同時聽見和看見未來的聲音及影像，被驅稱為「未來的碎片」。
知道柳喜歡雪哉並鼓勵柳告白，卻遇上雪哉的告白並震驚不已的逃走。
大家一起登山時對柳表示不會和雪哉交往及決定支持她，也向雪哉拒絕他的告白，理由是「因為雪哉是我重要的朋友」。在看到驅與柳疑似作出的親密舉動時逃走，似乎對驅有好感。
沖倉驅（聲：逢坂良太）
本故事男主角。轉到日乃出濱高中就讀的三年級轉學生。父親是建築師，母親是鋼琴家。因為母親工作的關係必須經常轉學，因此很難交到朋友。被透子以外的人稱為大衛像。
能聽見未來的聲音，與透子一起時更可以同時聽見和看見未來的聲音及影像，把自己和透子的能力稱為「未來的碎片」。
有著每天去山裡散步的習慣。被透子認為是個我行我素的人。
第六集被雪哉揍了一拳後說要跟他在學校操場以跑步對決，「輸了就不見透子，贏了透子就是自己的」，但隨即就被柳甩了一巴掌阻止。
第十集在日乃出濱高中的美術室發現透子和自己對透子的情感,並應驗「未來的碎片」中的事。
在暑假结束之际在大家面前離去，動畫中對驅的去向並沒有詳細的說明。
高山柳（聲：早見沙織）
以模特兒為目標的渚丘高中3年級生。
幼年時母親過世，父親再婚，並與父親再婚對象的兒子雪哉一同生活，努力幫助雪哉復健,並培養出跑步的興趣。
喜歡雪哉，打電話與透子討論想要告白的事情，後來看見雪哉對透子告白的場面。大家一起登山時向透子表示不會放棄及不在意吿白的事。後和雪哉在一起。
永宮幸（聲：種田梨沙）
日乃出濱高中3年級生，透子的同學。有點腹黑的個性。
身體虛弱，目前休學中。興趣是讀書。戴眼鏡，曾向家人表示白崎祐是自己的男朋友，對透子有好感。
喜歡的食物似乎是紅薑。對驅有著敵意，在動畫第七話曾因為忌妒，想要利用祐來阻饒透子跟驅在海邊的約會，結果自己說漏嘴，讓祐大為生氣。出院後向透子和祐两人告白。
井美雪哉（聲：島崎信長）
日乃出濱高中3年級生，田徑社成員。高一時曾經受傷，目前在復健中。
被祐的祖父喜歡，被柳吐槽說「被年長的人喜歡。」
喜歡透子並鼓起勇氣告白，大家一起登山時被透子拒絕吿白，理由是「因為雪哉是我重要的朋友。」
對驅有著強烈敵意，第六集在神社不滿驅的態度揍了他一拳。之後和柳在一起。
白崎祐（聲：山下大輝）
日乃出濱高中3年級生，與雪哉國中時就是好朋友，會在祖父經營的咖啡廳「風道」幫忙。興趣是登山。
聲稱祖父只對雪哉態度不同。似乎很擅長料理。
對幸有好感。
深水健（聲：木下浩之）
透子和陽菜的爸爸，玻璃工藝家。
深水真理（聲：高橋理惠子）
透子和陽菜的媽媽。
深水陽菜（聲：東山奈央）
透子的妹妹，日乃出濱第一國中2年級生。
女子游泳社的成員。憧憬着柳。
沖倉利尋（聲：高田裕司）
驅的父親，是位建築師。
沖倉美和子（聲：田中敦子）
驅的母親，是位鋼琴家。常常四處遊走，經常不在家。
白崎百（聲：茅野愛衣）
祐的姐姐，大學生。
已經拿到駕照的駕駛新手，想要讓人搭乘自己開的車。
白崎又三郎（聲：西村知道）
祐的祖父。在自家經營咖啡廳「風道」。

## 製作人員
- 原作：（風道）
- 監督：西村純二
- 副監督：安齋剛文
- 系列構成：佐藤梨香、西村純二
- 角色設計、總作畫監督：竹下美紀
- 美術監督：本田敏惠
- 攝影監督：並木智
- 3D監督：春田幸祐
- 色彩設計：中野尚美
- 剪接：高橋步
- 音響監督：辻谷耕史
- 音樂：松田彬人
- 音樂製作：Lantis
- 執行製作人：福場一義、齋藤滋、難波秀行、臼井久人、松永芳幸
- 製片人：大島靖、岡村武真、和田洋介、吉江輝成、山崎史紀、堀川憲司
- 企劃製作：永谷敬之
- 動畫製作：P.A. Works
- 製作：glasslip project

## 主題曲
片頭曲
作詞、主唱：ChouCho，作曲、編曲：渡邊拓也
第13話當作片尾曲使用。
片尾曲
作詞：，作曲：佐佐木淳，主唱：nano.RIPE
第13話未使用。
插曲（第13話）
作詞、主唱：ChouCho，作曲、編曲：

## 各話列表
| 話數   | 日文標題 | 中文標題     | 劇本              | 分鏡              | 演出       | 作畫監督                                                 |
| ------ | -------- | ------------ | ----------------- | ----------------- | ---------- | -------------------------------------------------------- |
| 第1話  |          | 煙火         | 佐藤梨香          | 西村純二          | 安齋剛文   | 竹下美紀                                                 |
| 第2話  |          | 長椅         | 佐藤梨香          | 安齋剛文          | 花井宏和   | 古賀誠                                                   |
| 第3話  |          | 塑膠桶       | 佐藤梨香          | 倉川英揚          | 倉川英揚   | 川面恒介                                                 |
| 第4話  |          | 坡道         | 西村純二          | 加戶譽夫          | 太田知章   | 西畑亞由美                                               |
| 第5話  |          | 日乃出橋     | 西村純二          | 安齋剛文          | 安齋剛文   | 宮下雄次、松岡謙治                                       |
| 第6話  |          | 拳擊         | 佐藤梨香          | 川面真也          | 守岡博     | 川面恒介                                                 |
| 第7話  |          | 自行車       | 安齋剛文          | 山本秀世          | 筑紫大介   | 高原修司、大津直 南東壽幸、津雄健德 臼田美夫             |
| 第8話  |          | 雪           | 西村純二          | 宮崎渚            | 太田知章   | 西畑亞由美                                               |
| 第9話  |          | 月           | 佐藤梨香          | 倉川英揚          | 倉川英揚   | 川面恒介、宮下雄次 鈴木理沙                              |
| 第10話 |          | 喬納森       | 西村純二          | 安齋剛文          | 熨斗谷充孝 | 山崎愛、島田英明 岡崎裕美                                |
| 第11話 |          | 鋼琴         | 西村純二          | 篠原俊哉          | 篠原俊哉   | 竹下美紀、宮下雄次 鈴木理沙、深川可純                    |
| 第12話 |          | 煙火（再次） | 西村純二          | 西村純二          | 安齋剛文   | 竹下美紀、深川可純 朱絃㳓、川面恒介 大東百合惠、秋山有希 |
| 最終話 |          | 流星         | 佐藤梨香 西村純二 | 安齋剛文 西村純二 | 太田知章   | 竹下美紀、宮下雄次 鈴木理沙、申珉燮 徐政德、朱絃㳓       |

## 播放電視台
日本深夜動畫：下文記載的日本国内播放時間使用日本標準時間（UTC+9）表示。因為部分時間标识會採用30小时制，因此請留意这类超过24:00的时间，其實際播放時間為翌日清晨。
| 播放地區 | 播放電視台 | 播放日期              | 播放時間（UTC+9）         | 所屬聯播網          | 備註            |
| -------- | ---------- | --------------------- | ------------------------- | ------------------- | --------------- |
| 東京都   | TOKYO MX   | 2014年7月3日－9月25日 | 星期四 22時30分－23時00分 | 獨立UHF局           |                 |
| 兵庫縣   | SUN電視台  | 2014年7月3日－9月25日 | 星期四 24時30分－25時00分 | 獨立UHF局           |                 |
| 京都府   | KBS京都    | 2014年7月3日－9月25日 | 星期四 25時00分－25時30分 | 獨立UHF局           |                 |
| 愛知縣   | 愛知電視台 | 2014年7月3日－9月25日 | 星期四 26時05分－26時35分 | 東京電視網          |                 |
| 日本全國 | AT-X       | 2014年7月6日－        | 星期日 20時30分－21時00分 | 衛星電視            | 有重播          |
| 日本全國 | BS日本     | 2014年7月6日－        | 星期日 24時00分－24時30分 | 日本電視網 衛星電視 |                 |
| 石川縣   | 石川電視台 | 2014年7月6日－        | 星期日 25時40分－26時10分 | 富士電視網          |                 |
| 富山縣   | 富山電視台 | 2014年7月8日－        | 星期二 26時45分－27時15分 | 富士電視網          | P.A.WORKS所在地 |

## 藍光／DVD
| 卷 | 發售日        | 收錄話         | 規格編號   | 規格編號   |
| 卷 | 發售日        | 收錄話         | 藍光       | DVD        |
| -- | ------------- | -------------- | ---------- | ---------- |
| 1  | 2014年10月1日 | 第1話－第2話   | PCXG-50411 | PCBG-52551 |
| 2  | 2014年11月5日 | 第3話－第4話   | PCXG-50412 | PCBG-52552 |
| 3  | 2014年12月3日 | 第5話－第6話   | PCXG-50413 | PCBG-52553 |
| 4  | 2015年1月7日  | 第7話－第8話   | PCXG-50414 | PCBG-52554 |
| 5  | 2015年2月4日  | 第9話－第10話  | PCXG-50415 | PCBG-52555 |
| 6  | 2015年3月4日  | 第11話－第13話 | PCXG-50416 | PCBG-52556 |

## Web广播
《GLASSLIP〜風道廣播〜》（Glasslip Kazemichi Radio），从2014年6月30日起，由音泉在HiBiKi Radio Station制作。
主持人
- 深川芹亞（飾演 深水透子）
- 早見沙織（飾演 高山柳）
- 種田梨沙（飾演 永宮幸）

## 外部連結
- GLASSLIP官網（页面存档备份，存于）（日語）
- 電視動畫「GLASSLIP」官方的X（前Twitter）（日語）